# Sint-Jozefkerk (Kerensheide)
De Sint-Jozefkerk is een kerkgebouw in Kerensheide in de gemeente Stein in de Nederlandse provincie Limburg. De kerk ligt in het oostelijke deel van de plaats Stein.
De kerk is gewijd aan Sint-Jozef.

## Geschiedenis
In september 1936 werd kapelaan J.F. Geurts benoemd tot bouwpastoor van Stein-Kerensheide. Allereerst richtte men een noodkerk in op de zolder van de lagere school. Deze werd met kerstmis 1939 in gebruik genomen. Deze bleef in gebruik tot aan de inzegening van de nieuwe kerk.
Op 12 oktober 1940 begon men, ondanks de oorlog, met de bouwwerkzaamheden naar het ontwerp van architect Alphons Boosten. Als gevolg van materiaalschade liep de bouw langzaam en de algehele bouwstop in 1942 werd genegeerd. In 1943 was de kerk in gebruik genomen.
De kerk is in 2014 buiten gebruik gesteld en aan de eredienst onttrokken.

## Opbouw
Het georiënteerde kerkgebouw opgetrokken in rood baksteen bestaat uit een noordwestelijke toren, een narthex, driebeukig schip met vijf traveeën in pseudobasilicale opstand, een viering met een koortoren en een rondgesloten koor met kooromgang en drie straalkapellen.
Op de noordwesthoek van de kerk staat een ronde, vlakopgaande klokkentoren (een campanile) die enkel met een rondboogconstructie verbonden is met de rest van het kerkgebouw. Deze toren heeft in het bovenste deel een aantal gekoppelde rondboogvormige galmgaten met drie tegelijk boven elkaar. Op de toren staat een ingesnoerde naaldspits.
De voorgevel van de kerk bestaat uit een arcade van vijf hoge rondvormige bogen op pijlers die toegang geven tot de narthex. In de wand van de narthex bevindt zich een groot roosvenster. De zijbeuken hebben zware steunberen die doorlopen tot in het dak. Het schip en de dwarsbeuken worden gedekt door een zadeldak. Tussen het middenschip en de zijbeuken bevindt zich een arcade met vier rondbogen op vierkante pijlers.
De massieve ronde koortoren heeft een achtzijdige spits. Rond het koor bevindt zich de kooromgang met drie straalkapellen met daarop drie ronde torentjes.

## Zie ook

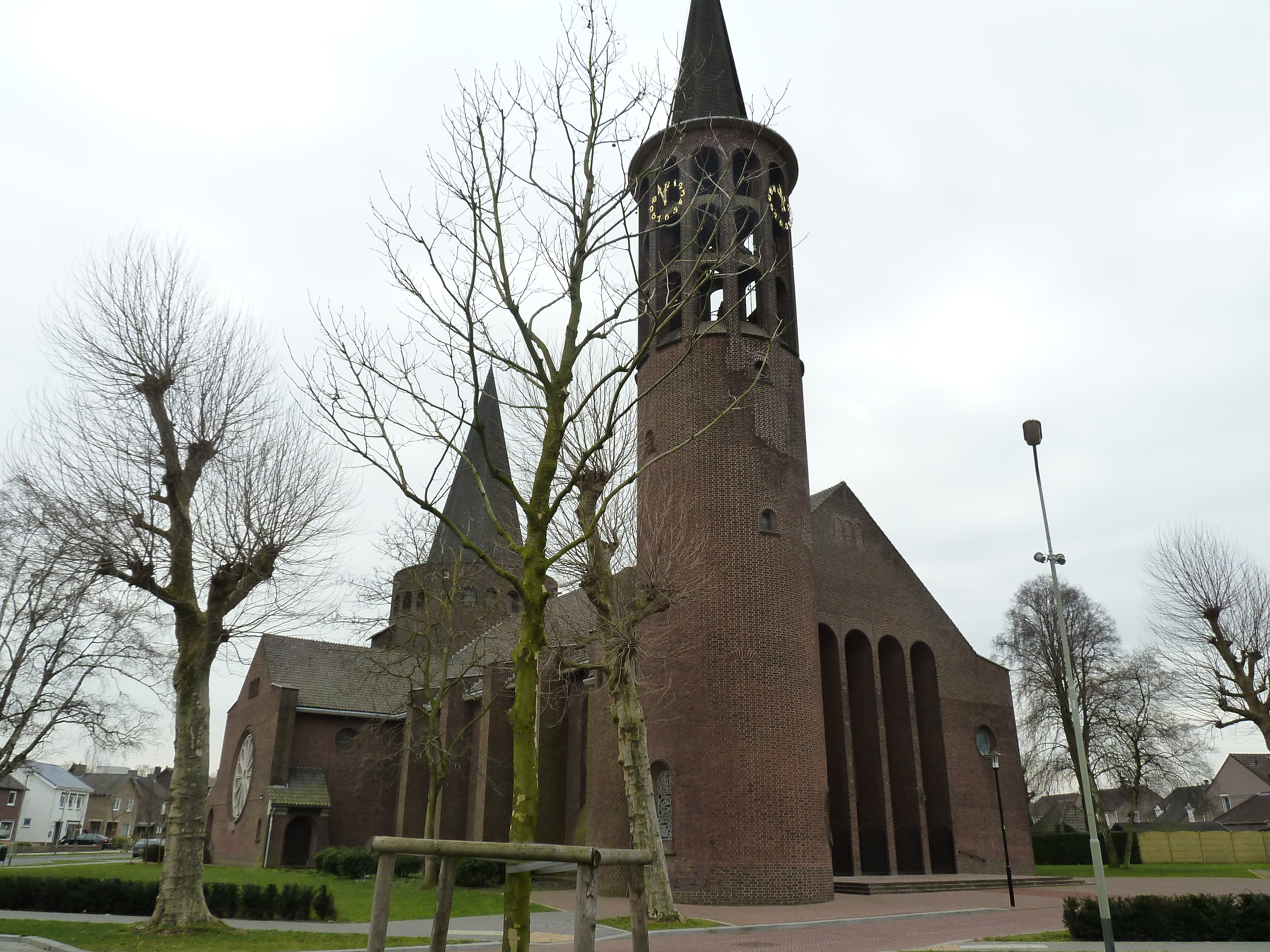
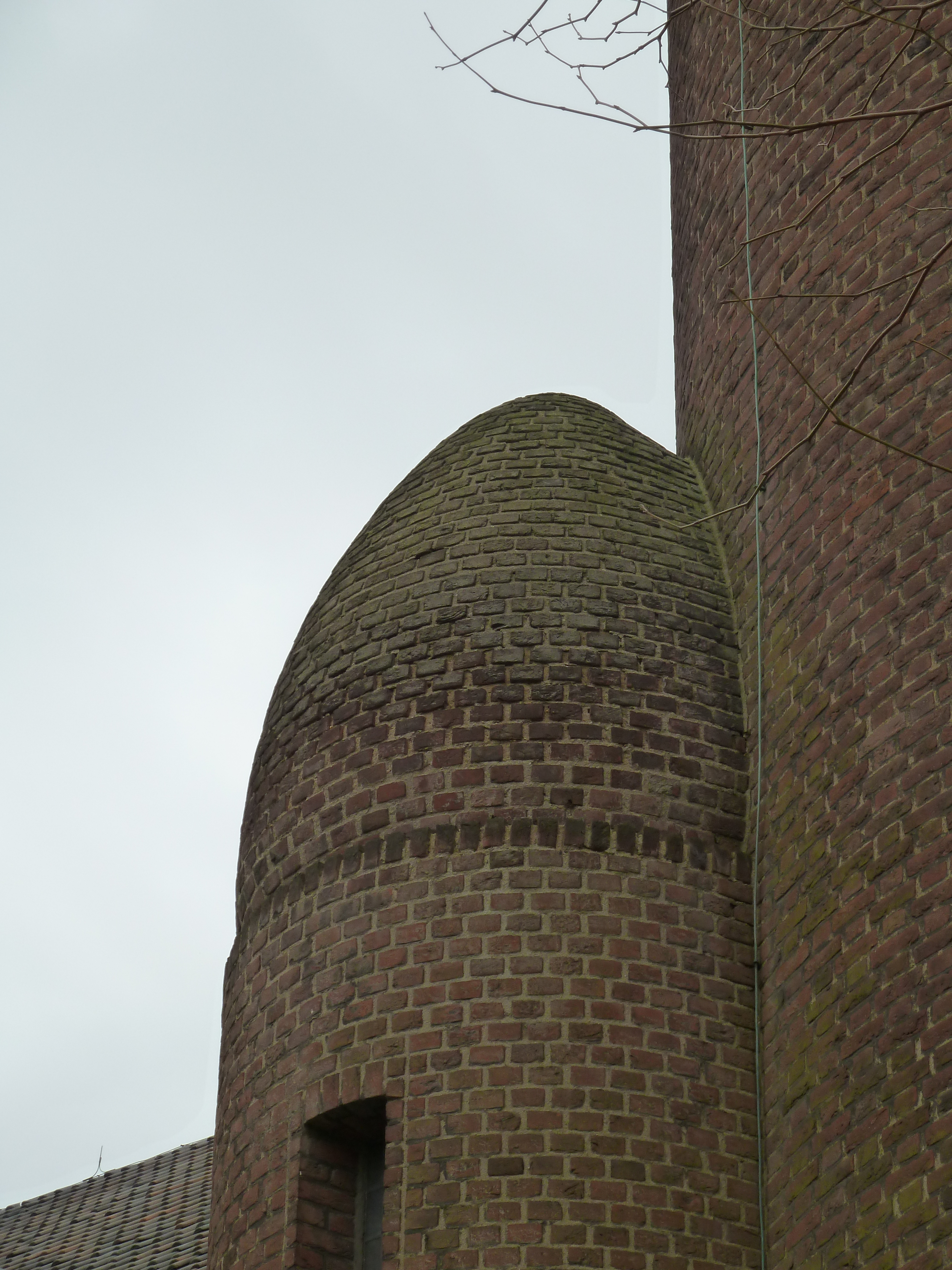